# Три метра над уровнем неба. Я тебя хочу
«Три метра над уровнем неба. Я тебя хочу» (исп. Tres metros sobre el cielo. Tengo ganas de ti) — испанский фильм режиссёра Фернандо Гонсалеса Молины, снятый по роману Федерико Моччиа «Я хочу тебя». Продолжение романтической драмы «Три метра над уровнем неба».
Фильм был номинирован на премию «Гойя» за 2012 год в категории «Лучший адаптированный сценарий». Мировая премьера состоялась 22 июня 2012 года. Российская премьера — 5 июля 2012.

## Сюжет
Аче (Марио Касас), прожив 2 года в Лондоне, решает вернуться домой в Барселону. Он боится встречи с Баби (Мария Вальверде), воспоминания о которой не давали ему покоя всё это время.
Приехав, он понимает, насколько всё изменилось, и теперь ему предстоит найти новых друзей, работу и заново строить свою личную жизнь. Наконец, появилась новая работа, новые друзья, новые знакомства — все это отвлекает юношу от мыслей о своей несчастной любви. Правда, мысли и воспоминания то и дело уводят его в прошлое, где он был так счастлив. В этот момент в пути Аче встречает Джиневру (Клара Лаго). Она – полная противоположность Баби. Находя утешение и успокоение в новых отношениях с Джин, Аче старается не вспоминать о прошлом. Однако судьба решает подкинуть ему новые испытания. В любом другом случае шансов встретить знакомого в миллионном городе практически нет. Только в случае с влюблённым юношей всё по-другому. Их пути с Баби снова пересекаются. Аче хочет бросить Джин, потому что чувства к Баби разгорелись с новой силой. После того, как он увидел Баби в ресторане, они решили отправиться на их пляж. Приехав туда, они провели вместе прекрасное время. Сидя в машине, Баби рассказывает, что выходит замуж, но любит Аче и всегда будет любить только его, но быть вместе им не суждено. Аче говорит, что любит Баби и желает ей счастья. После встречи Аче и Баби между Аче и Джин происходит ссора (Джин пытаются изнасиловать продюсеры программы «100 нераскрытых талантов»), и они расстаются. Позже Аче пишет письмо Джин, где приносит ей свои извинения. Он отдаёт ей письмо, и после этого они мирятся. Фильм заканчивается тем, что они с Джин начинают клеить картину заново.
| Актёр              | Роль                                        |
| ------------------ | ------------------------------------------- |
| Марио Касас        | Хьюго «Аче» Оливера                         |
| Мария Вальверде    | Барбара «Баби» Алькасар                     |
| Клара Лаго         | Джиневра «Джин»                             |
| Марина Салас       | Катина Рарелья                              |
| Нереа Камачо       | Даниэла «Дани» Алькасар младшая сестра Баби |
| Ферран Вильяхосана | Луке брат Джин                              |
| Карме Элиас        | Ребекка                                     |
| Диего Мартин       | Алекс                                       |
| Кристина Пласас    | Рафаэла мать Баби и Дани                    |

| Актёр             | Роль                     |
| ----------------- | ------------------------ |
| Хорди Боч         | Клаудио отец Баби и Дани |
| Антонио Веласкес  | боксёр из клуба          |
| Луис Эстебанес    | Чино                     |
| Альваро Сервантес | Поло                     |
| Хоан Кросас       | Алехандро отец Аче       |
| Карлес Франсино   | Видаль                   |
| Марсель Боррас    | Чико                     |
| Исмаэль Мартинес  | Марсело Ласкоррета       |
| Виктор Севилья    | Вентура                  |

## Саундтрек
1. Клара Лаго — La Cama
2. Клара Лаго — Aunque tú no lo sepas
3. Corizonas — I wanna believe
4. ElColumpio asesino — Toro
5. The Zombie Kids[исп.] — Face
6. The Zombie Kids[исп.] — Moi a l' ocela
7. Void Camp — The news
8. Polock — Fasterlove
9. Azteksflow — Tengo ganas de ti
10. Delorean — Grow
11. Zahara[исп.] — Con las ganas
12. Zahara[исп.] — Tu me llevas
13. The Irrepressibles — In this shirt
14. Femme Fatale — Human soul
15. Focus Music — Starlight
16. Деми Ловато — Remember December

## Релиз
Мировая премьера состоялась 22 июня 2012 года. В день премьеры он собрал 1 628 000 €, 72% от выручки того дня, и стал лучшей премьерой года. Картина собрала в первый уик-энд 3 197 446 € и возглавила испанский бокс-офис. К восьмой неделе в кинотеатрах он собрал 12 100 892 € и его посмотрели 1 939 145 зрителей.  
В мировом прокате фильм занял десятое место среди самых кассовых фильмов в мире в первый уик-энд после выхода в прокат в 2012 году, собрав $3 813 618. В России фильм стал вторым по популярности после «Нового Человека-паука».  